# Rhomphaea fictilium
Rhomphaea fictilium är en spindelart som först beskrevs av Nicholas Marcellus Hentz 1850.  Rhomphaea fictilium ingår i släktet Rhomphaea och familjen klotspindlar. Inga underarter finns listade i Catalogue of Life.